# Сатриано ди Лукания
Сатриа̀но ди Лука̀ния (на италиански: Satriano di Lucania, до 1887 г. Pietrafesa, Пиетрафеза) е малко градче и община в Южна Италия, провинция Потенца, регион Базиликата. Разположено е на 653 m надморска височина. Населението на общината е 2412 души (към 2013 г.).